# Saas-Fee
Saas-Fee (do 31 grudnia 2006 Saas Fee) – miejscowość i gmina (Politische Gemeinde) w południowej Szwajcarii, w kantonie Valais, w okręgu (Bezirk) Visp. Leży w dolinie Saastal, w Alpach Pennińskich, na bocznym, wyższym piętrze doliny, 200 metrów nad jej dnem. Razem z pobliskimi miejscowościami Saas-Almagell, Saas-Grund oraz Saas-Balen jest dużym ośrodkiem narciarskim i sportowym. W pobliżu znajdują się jedne z najwyższych szczytów Alp: Dom, Täschhorn i Lenzspitze. Jest jedną z dziewięciu miejscowości w Szwajcarii, w których zabroniony jest ruch pojazdów mechanicznych z silnikiem spalinowym.

## Demografia
W Saas-Fee mieszka 1561 osób. W 2021 roku 29,3% populacji gminy stanowiły osoby urodzone poza Szwajcarią.

## Transport
Przez teren gminy przebiega droga główna nr 212.

## Współpraca
Miejscowości partnerskie:
- Rocca di Cambio, Włochy
- Steamboat Springs, Stany Zjednoczone

## Ciekawostka
W 1984 roku w gminie nagrany został klip do utworu pt. "Last Christmas" zespołu Wham!.

## Galeria

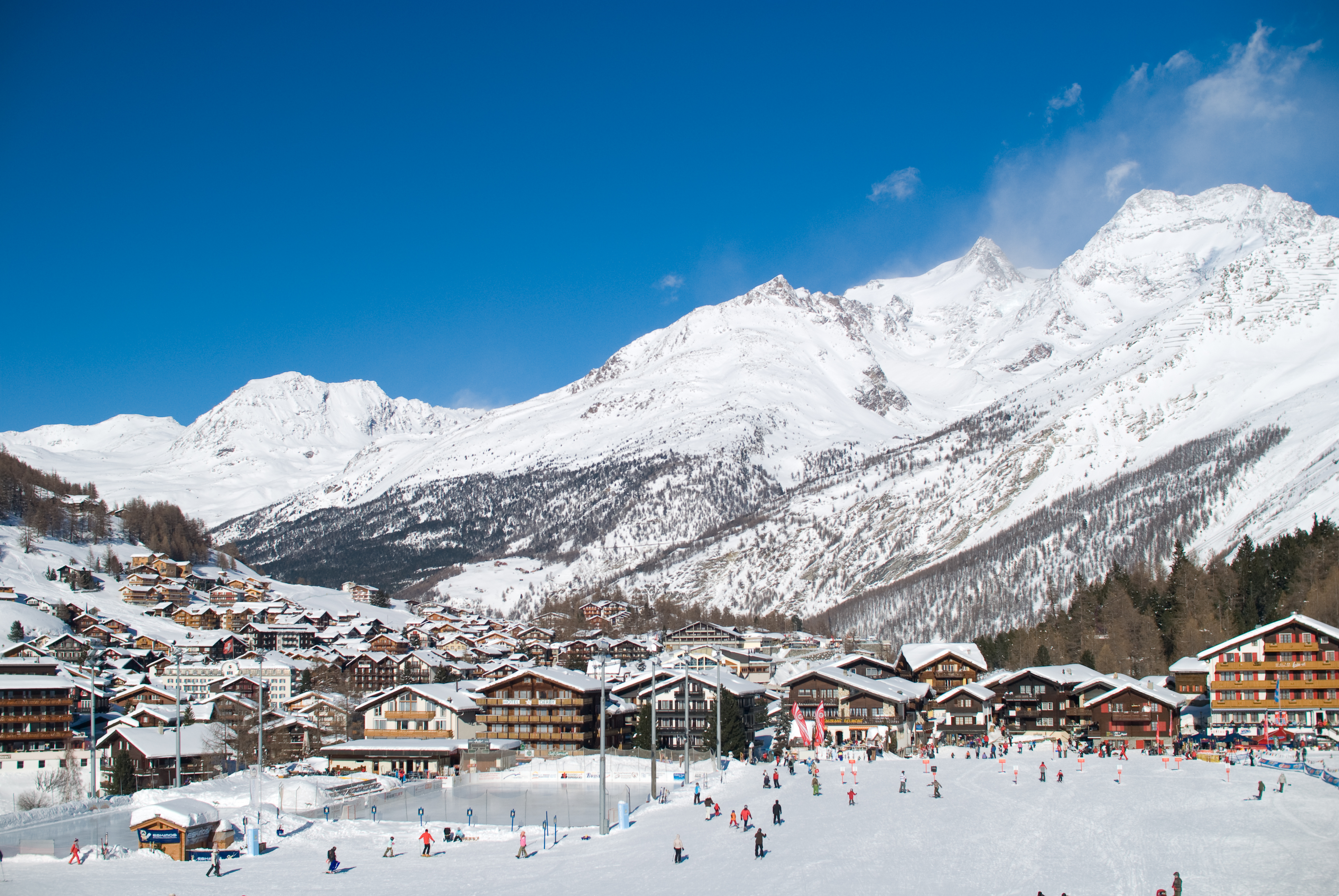
Saas-Fee w zimie
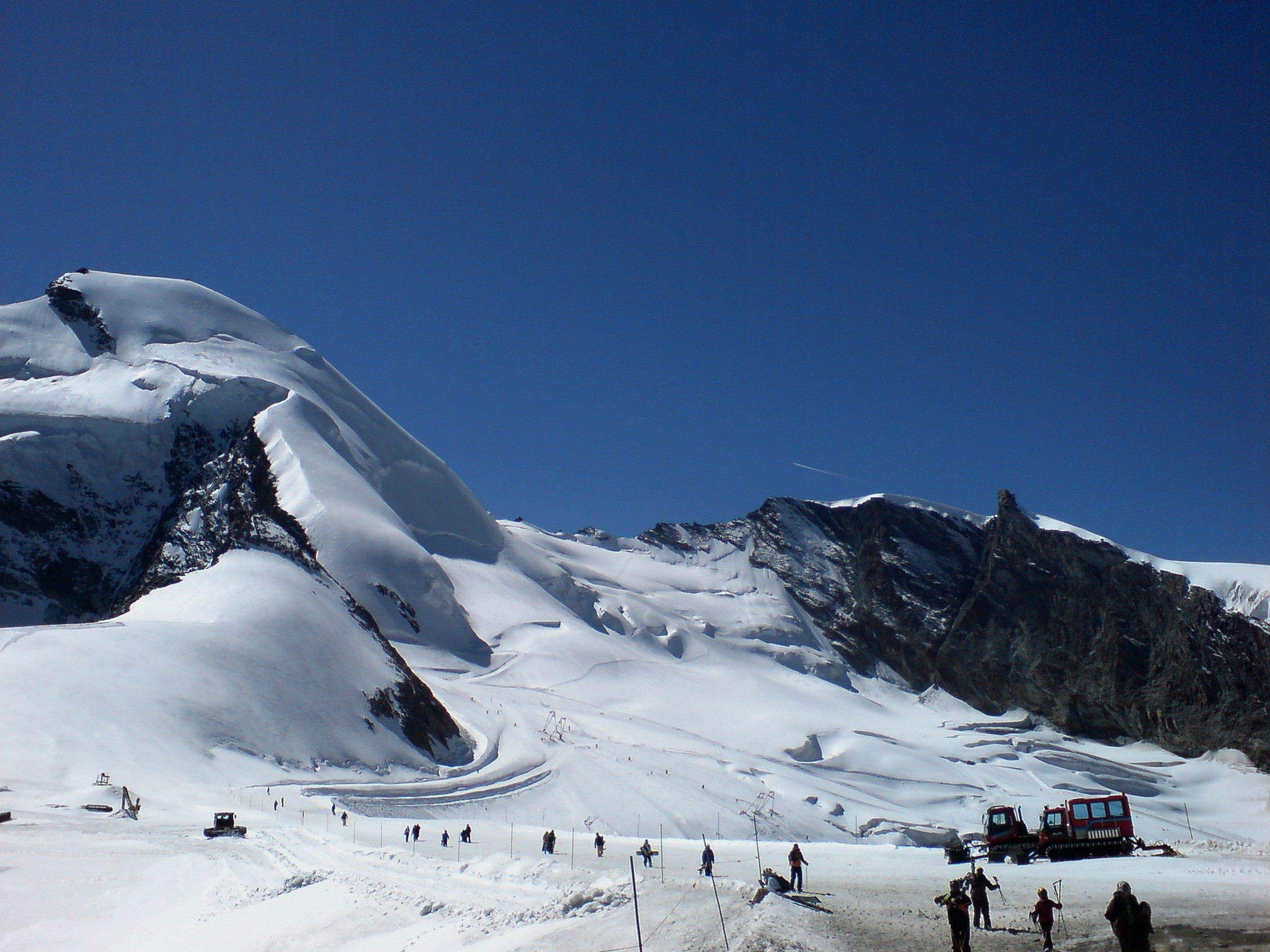
Lodowiec Feegletscher
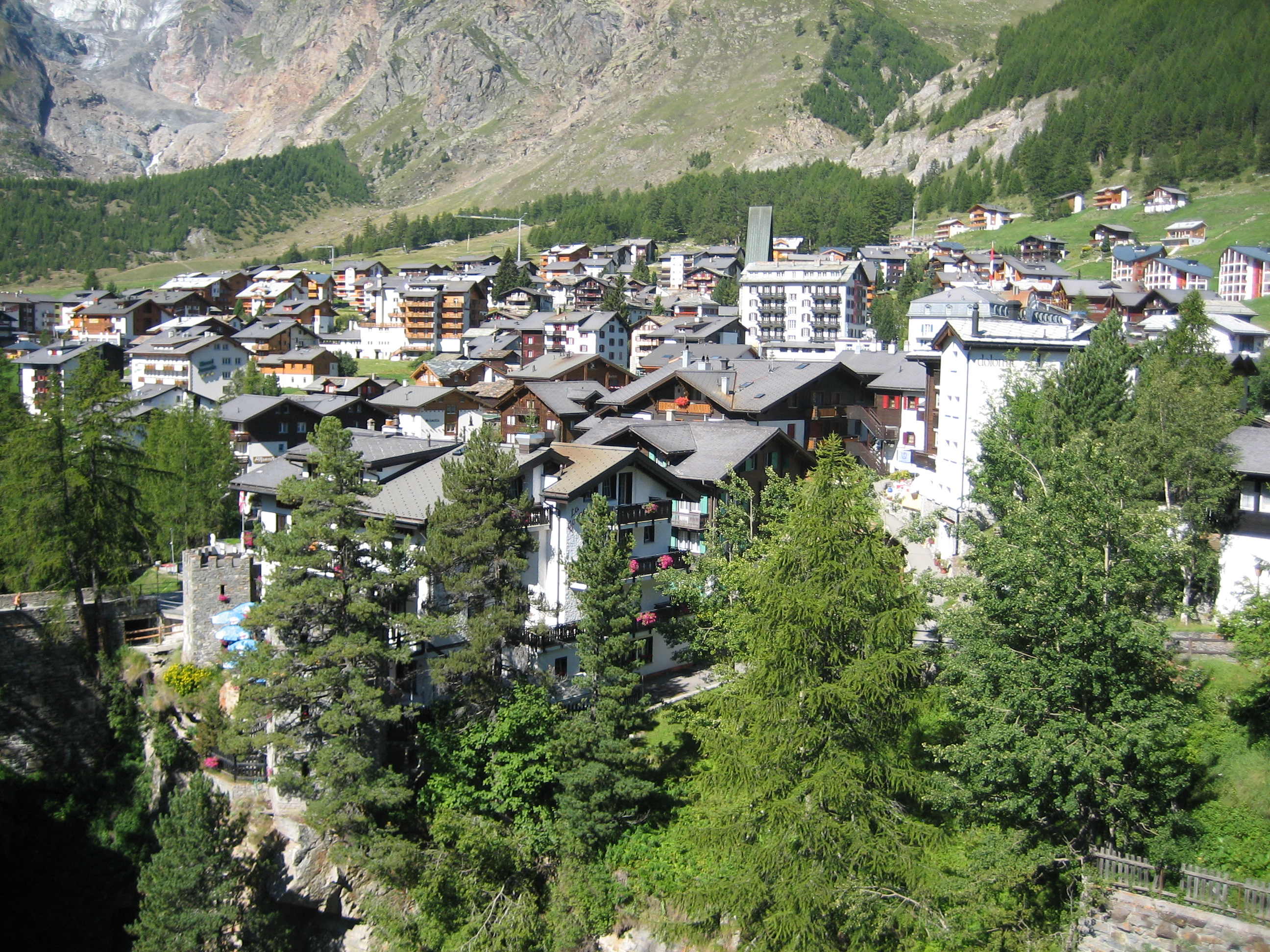
Saas-Fee w lecie